# كارول كوليك
كارول ت. كوليك (بالإنجليزية: Carol T. Kulik)‏ أستاذة أبحاث في إدارة الموارد البشرية وكبيرة الباحثين في مركز التميز في مكان العمل.

## نُبذة
درست كوليك علم النفس الصناعي - التنظيمي في جامعة إلينوي في أوربانا شامبين في الولايات المتحدة، وحصلت على درجة الدكتوراه في إدارة الأعمال، مع التركيز على السلوك التنظيمي في نفس المؤسسة. درست في UIUC قبل الانتقال إلى جامعة ولاية أريزونا، ثم انتقلت إلى أستراليا للحصول على وظيفة في جامعة ملبورن. انضمت كوليك فيما بعد إلى كلية إدارة الأعمال في جامعة جنوب أستراليا كأستاذة باحثة في إدارة الموارد البشرية. على مدار حياتها المهنية، تم انتخاب كوليك لزمالة جمعية علم النفس الصناعي والتنظيمي، وأكاديمية الإدارة، وأكاديمية العلوم الاجتماعية في أستراليا (2017). كانت محررة مشاركة في أكاديمية الإدارة اليومية ومجلة الإدارة، وعملت كرئيسة 2018-2019 لأكاديمية الإدارة.